# Riu Girwa
Girwa és un riu de Nepal i Uttar Pradesh branca del riu Kauriala el qual abandona quasi al seu començament a través d'una gorga a l'Himàlaia coneguda com a Shisha-pani o "Aigües de Cristall" (Crystal waters). Antigament era un rierol però progressivament va agafar més força fins a superar al Kauriala. La seva amplada és d'uns 350 metres i la seva profunditat de poc més d'un metre.
A la part final el riu entra al districte de Bahraich i desaigua al Kauriala pocs quilòmetres després de Bharthapur. El riu és navegable fins a Dhanaura encara a l'Índia. Les aigües del riu, unit al Kauriala, el Sarju i el Chauka o Sarda, esdevenen finalment el Gogra, el gran riu d'Oudh.